# 高株早熟禾
高株早熟禾（学名：Poa alta）也称长鞘早熟禾、黄色早熟禾、斯哥佐早熟禾、蒙古早熟禾，为禾本科早熟禾属下的一个种。